# Cash (låt av Aurela Gaçe)
"Cash", (stiliserat CA$H), är en låt på albanska framförd av den albanska sångerskan Aurela Gaçe tillsammans med rapparen Mc Kresha. Texten till låten är skriven av både Gaçe, Mc Kresha samt rapparen Dr. Flori. Musiken är komponerad av den makedoniske kompositören Darko Dimitrov, som komponerat många låtar i olika länder på Balkan. Musikvideon till låten producerades av produktionsbolaget Pulla Pictures och släpptes på Youtube den 12 juni 2011.